# سيسيليا (مغنية نرويجية)
سيسيليا (بالنرويجية البوكمول: Cecilia)‏ هي مغنية نرويجية، ولدت في 1967 في هارستاد في النرويج.

## وصلات خارجية
- الموقع الرسمي
- سيسيليا على موقع ميوزك برينز (الإنجليزية)
- سيسيليا على موقع ديسكوغز (الإنجليزية)